# گامبتا (متروی پاریس)
گامبتا (فرانسوی: Gambetta‎) یکی از ایستگاه‌های خط ۳ و خط ۳بیس متروی پاریس است که در منطقه ۲۰ پاریس واقع شده و در سال ۱۹۰۵ تأسیس شده‌است. در سال ۲۰۱۸ میلادی ۷٬۱۳۷٬۵۰۴ مسافر از این ایستگاه استفاده کرده‌اند.

## نگارخانه

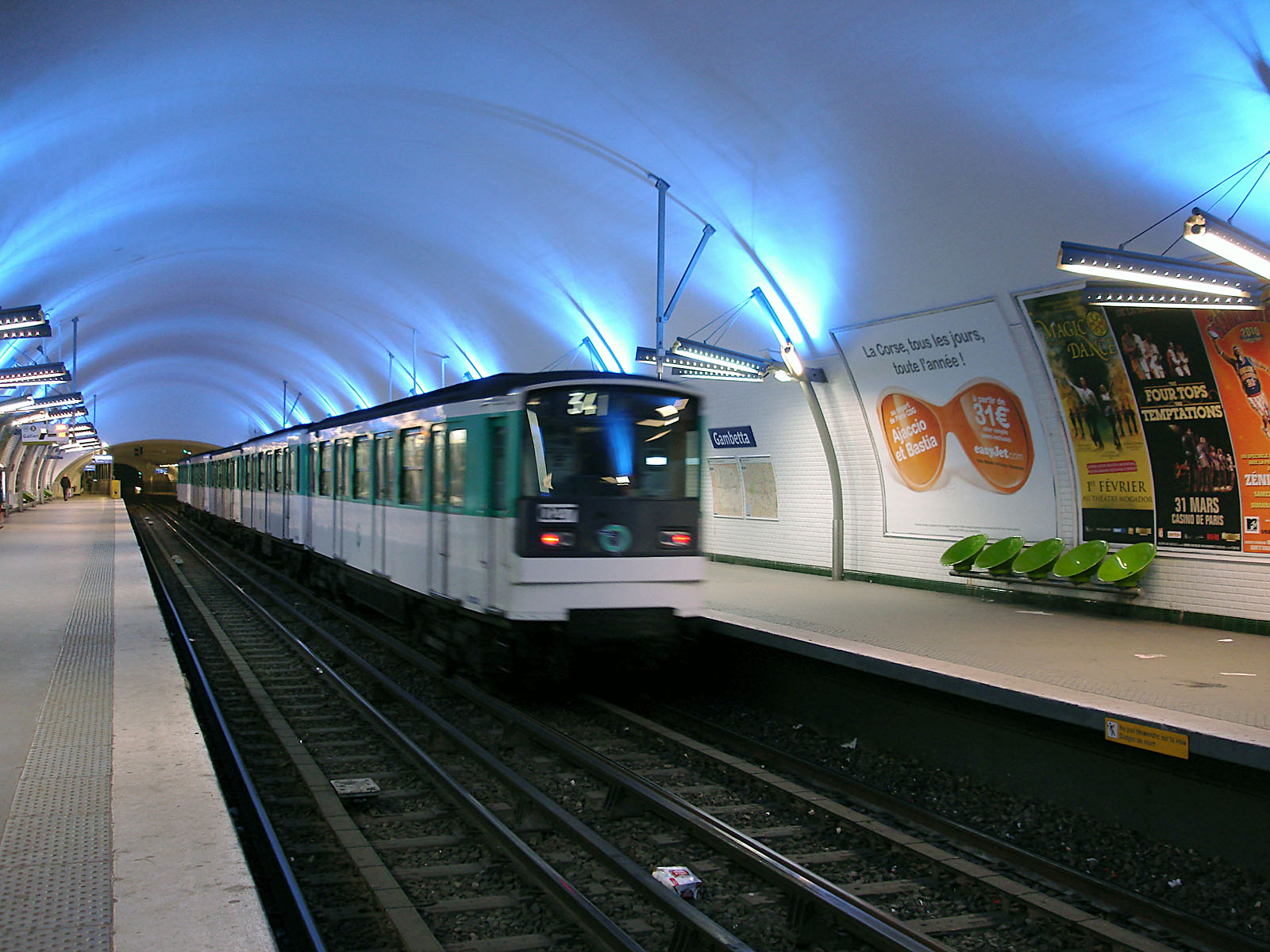
سکو خط ۳ متروی پاریس
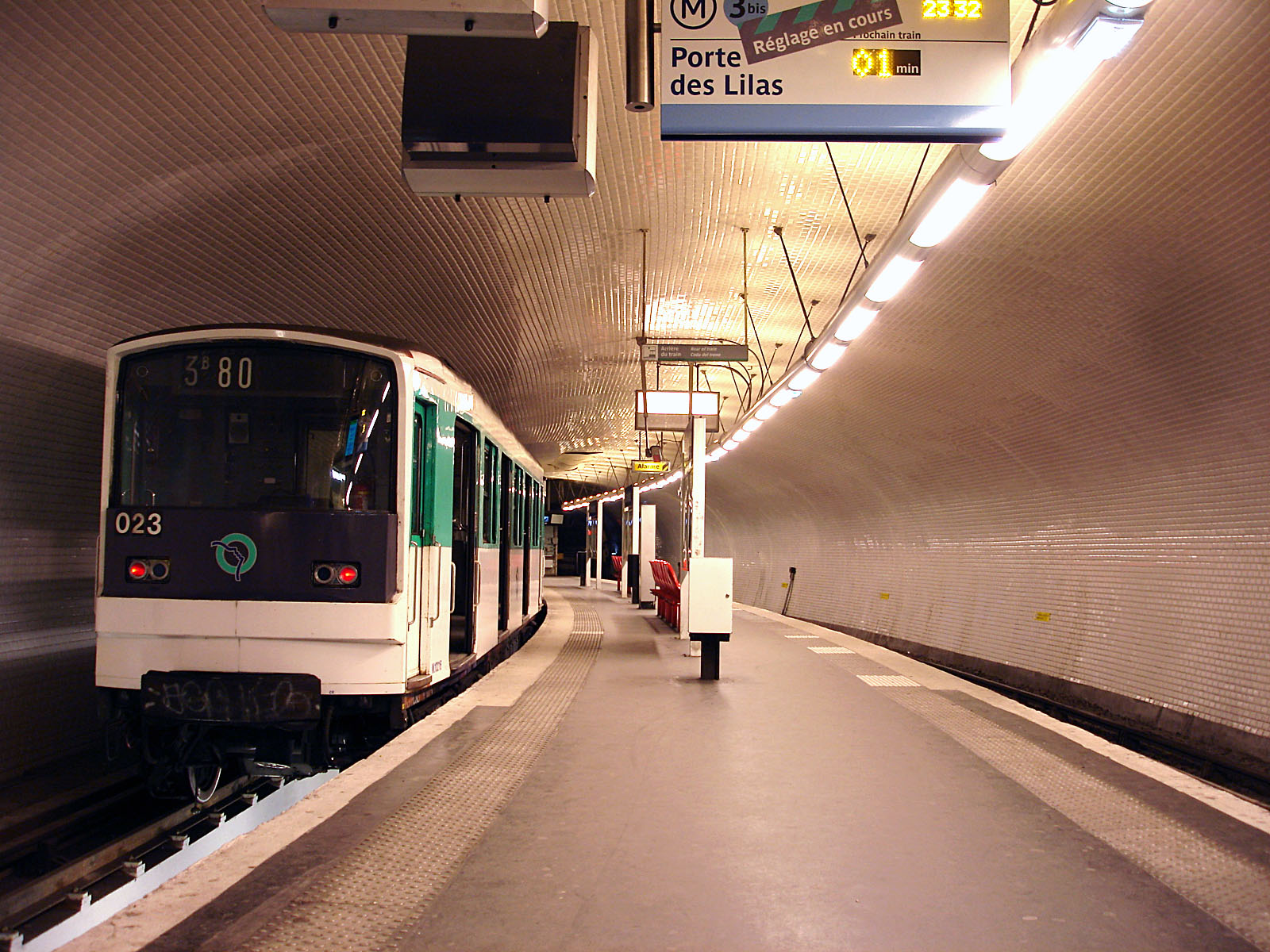
سکو خط ۳بیس متروی پاریس
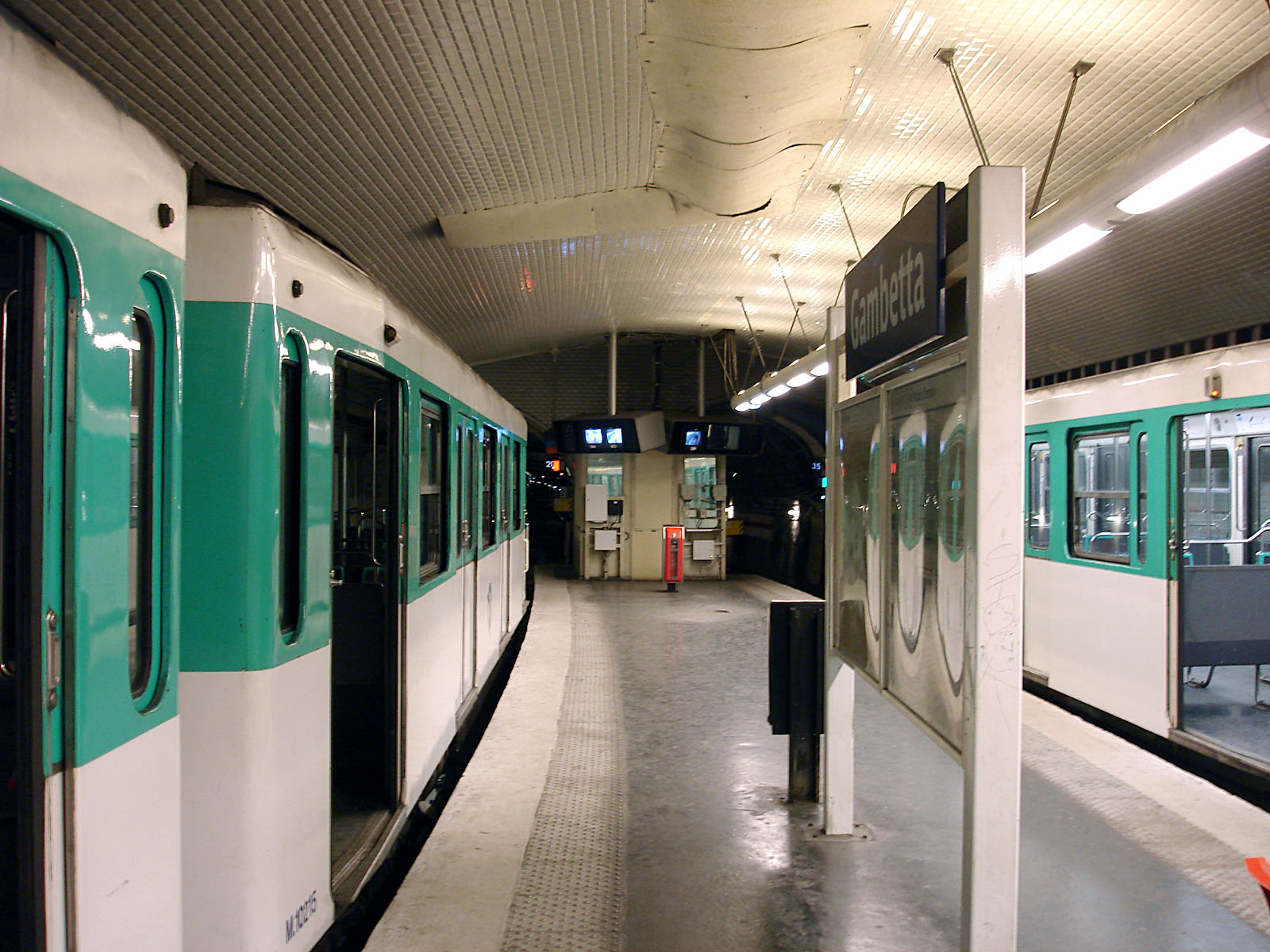
سکو خط ۳بیس متروی پاریس
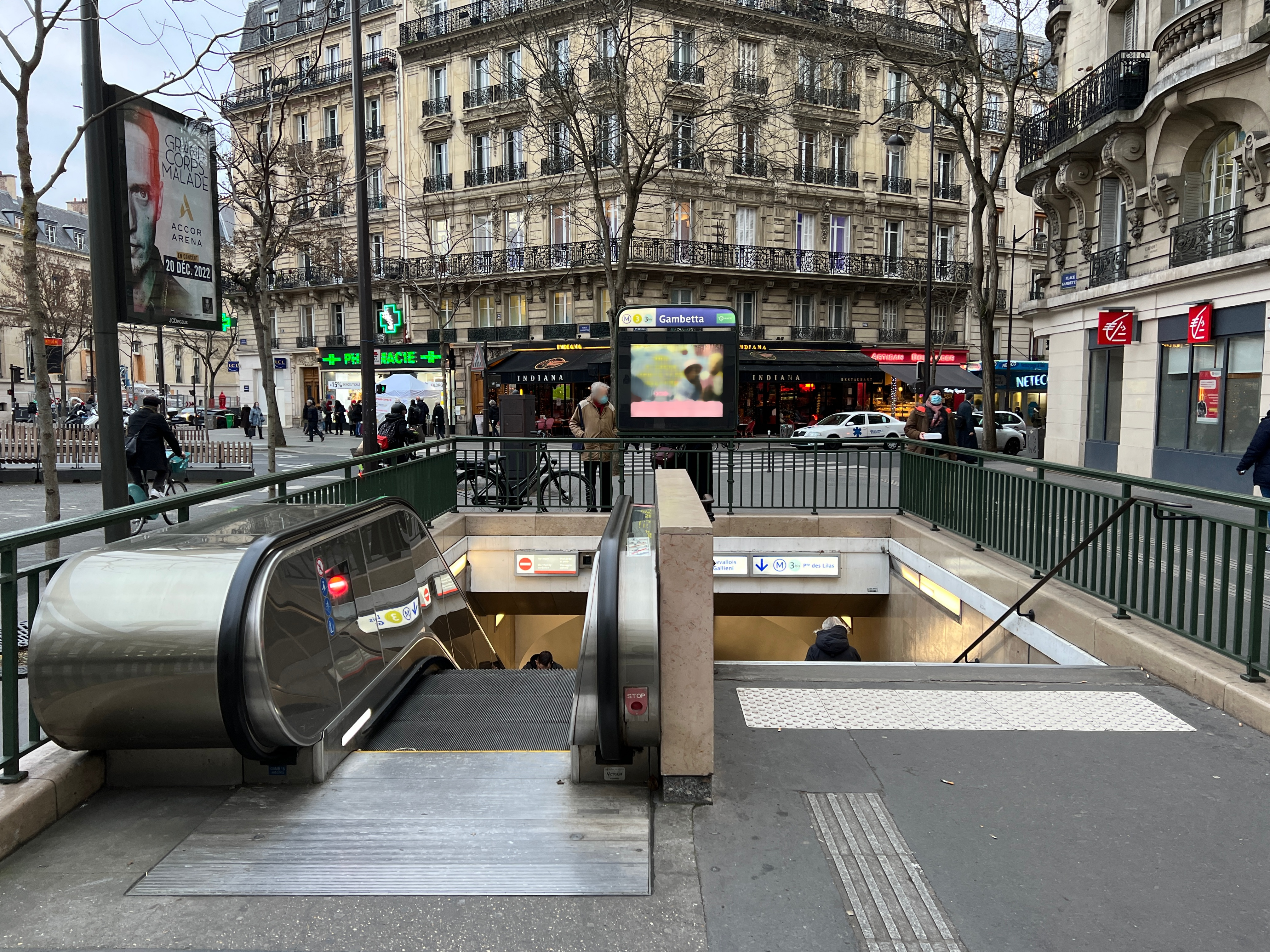
ورودی
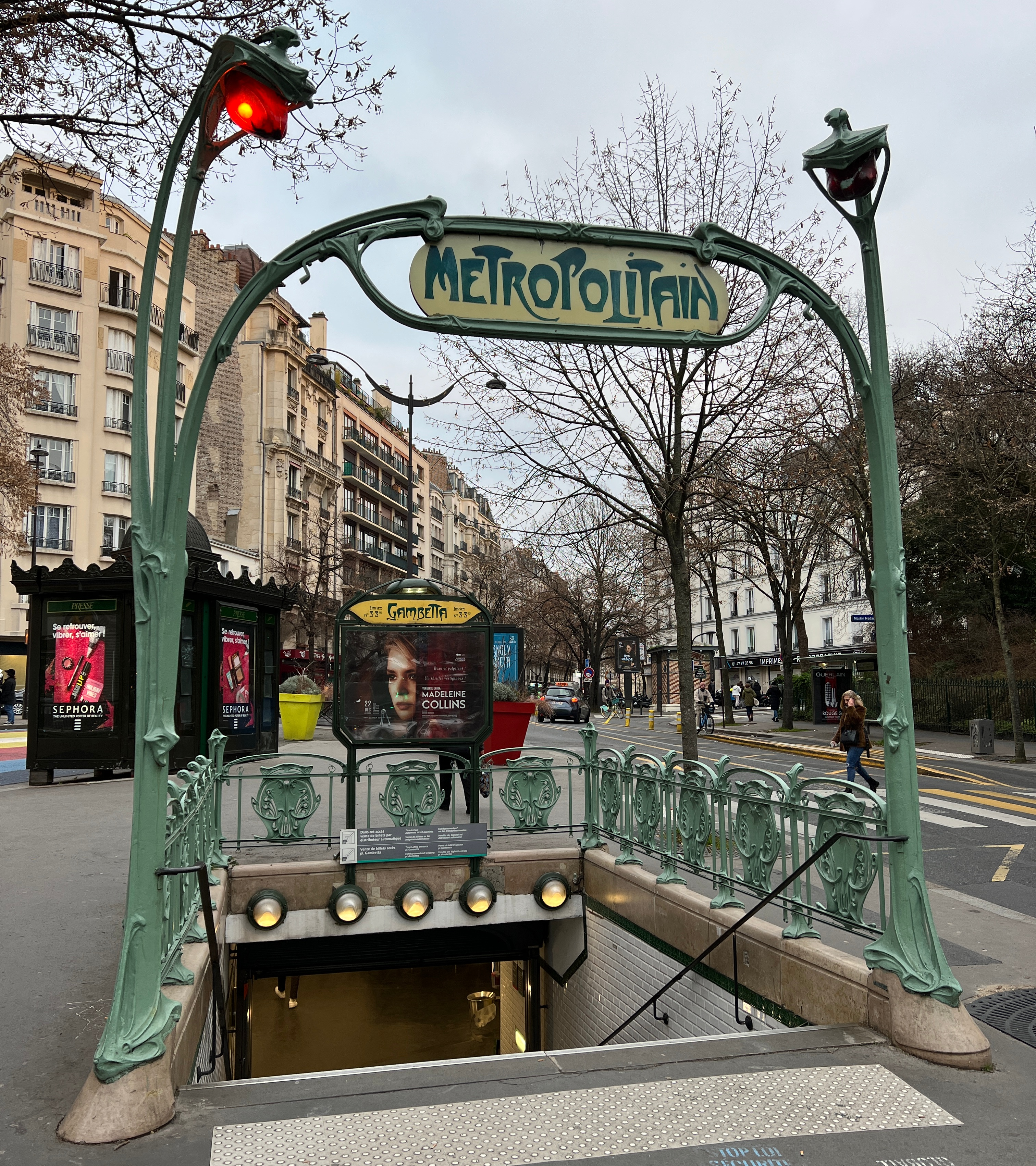
ورودی